# Sakurairo
Sakurairo (サクラ色?, Il Colore dei Boccioli di Ciliegio) quinto singolo di Angela Aki. Pubblicato il 7 marzo 2007, e rivelato per la prima volta nel suo one-man live al Nippon Budokan nel dicembre 2006. La canzone riflette i suoi sentimenti di distanza dal Giappone mentre studiava a Washington. Il singolo venne pubblicato nel formato Regular (CD) e Limited (CD+DVD).

## Tracce
1. Sakurairo (サクラ色?, Il Colore dei Boccioli di Ciliegio) – 5:18
2. On&On – 4:55
3. Power of Music (Riarrangiamento di Music dall'album Home) – 4:27
4. Home (Piano version, Bonus Track) – 5:34